# Menachem Elon
Menachem Elon, in ebraico מנחם אלון‎? (Düsseldorf, 1º novembre 1923 – Gerusalemme, 6 febbraio 2013), è stato un giurista israeliano,  era il capo dell'Istituto di Diritto Ebraico dell'Università Ebraica di Gerusalemme. Giudice della Corte Suprema israeliana dal 1977 al 1993 e vicepresidente dal 1988 al 1993, nel 1983 è stato candidato alla presidenza dello Stato di Israele.

## Biografia
Menachem Fetter (in seguito Elon) nacque a Düsseldorf, in Germania, in una famiglia ebrea religiosa di origine chassidica. La famiglia di Elon fuggì nei Paesi Bassi un anno prima dell'ascesa del nazismo in Germania. Nel 1935, la famiglia di Elon emigrò nella Palestina mandataria. Nel 1938 studiò la Halakhah (legge ebraica tradizionale) nella Yeshivah di Hebron e fu ordinato rabbino dai rabbini capo Ben-Zion Meir Hai Uziel e Yitzhak HaLevi Herzog. Fu tra i fondatori di una scuola superiore yeshiva, Midrashiat Noam a Pardes Hanna, prestò servizio per due anni come insegnante, e divenne uno dei fondatori del kibbutz religioso Tirat Zvi nella valle di Beit She'an.
La famiglia Elon, membro dell'élite religiosa sionista, è radicata nel mondo del diritto, della politica, della letteratura e della Halakhah (la legge religiosa ebraica). 

## Carriera accademica

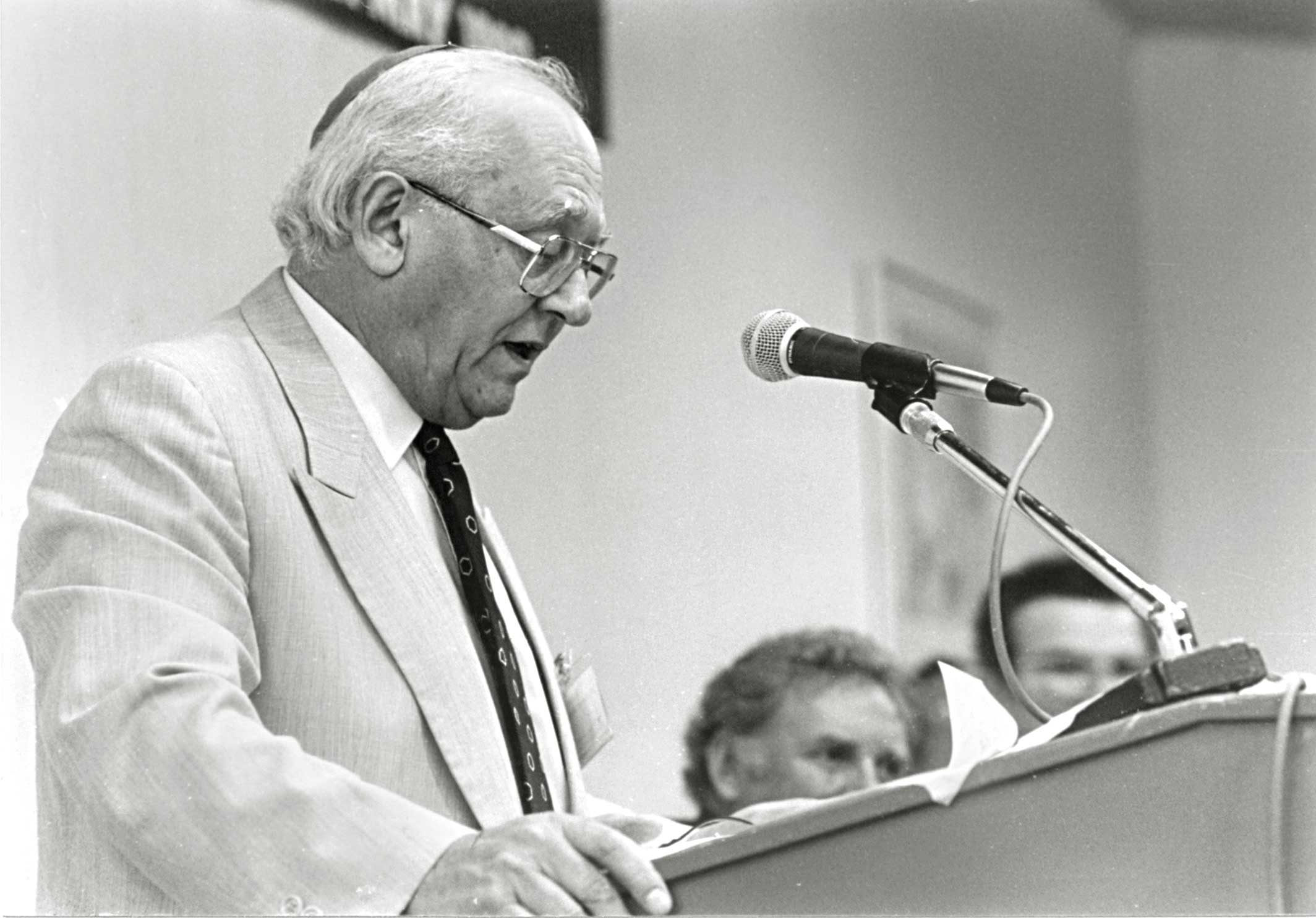
Menachem Elon alla New York University

Elon si è diplomato alla Tel Aviv School of Law and Economics nel 1948. All'inizio degli anni '50 lavorò come avvocato in uno studio privato, mentre allo stesso tempo completava un master in Talmud, storia ebraica e filosofia all'Università Ebraica di Gerusalemme. Nel 1962 ha conseguito il dottorato. Nel 1955 iniziò una carriera parallela come docente di diritto ebraico all'Università Ebraica, e successivamente fu nominato professore associato, professore anziano e, nel 1972, professore di diritto ebraico. È stato anche docente ospite presso la Facoltà di Giurisprudenza dell'Università di Oxford, l'University College di Londra, la McGill University e l'Università della Pennsylvania, e come visiting professor presso la Harvard University School of Law e la New York University School of Law.
Nel 1963, Elon fu nominato capo dell'Istituto per la Ricerca in Diritto Ebraico presso l'Università Ebraica, dove curò 10 volumi dell' Annual of the Institute for Research in Jewish Law, nonché un compendio della risposta delle autorità medievali. Dal 1968 al 1971 è stato redattore della Divisione di Diritto Ebraico dell' Enciclopedia Giudaica e redattore dell' Enciclopedia Hebraica.

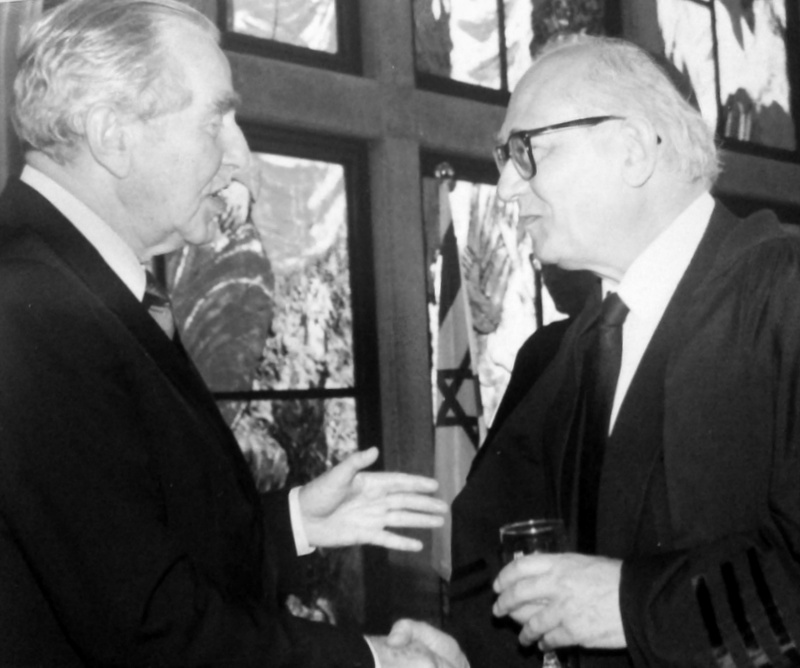
Candidati alle elezioni presidenziali del 1983: Prof. Menachem Elon (coalizione) e il membro della Knesset Chaim Herzog (opposizione) a Beit HaNassi in Gerusalemme

Ha svolto un ruolo fondamentale nel movimento Mishpat Ivri (Legge ebraica). Tra le sue numerose opere, è stato l'autore del fondamentale Jewish Law: History, Sources, Principles - un monumentale libro in tre volumi sulla legge ebraica per uso accademico e per la formazione degli studenti di legge israeliani. Nel 1955 fu nominato assistente senior del procuratore generale di Israele Haim Cohn e dal 1959 al 1966 fu consulente per la legge ebraica presso il Ministero della Giustizia israeliano, un lavoro che includeva la stesura di pareri legali basati sulla legge ebraica riguardo a ogni legge proposta alla Knesset. È stato membro di numerose commissioni israeliane d'inchiesta pubblica e ha fatto parte di commissioni per preparare proposte legali in vari campi del diritto civile.
Nel 1979, Elon è stato insignito del Premio Israele per la legge ebraica.

## Corte Suprema di Israele
Nel 1977 è stato nominato alla Corte Suprema israeliana. Le sentenze di Elon spesso si basavano sui principi della legge ebraica; cercò di incorporare la Halakhah tradizionale nel corpus del diritto civile israeliano.  Elon è emerso come un critico di spicco dell'attivismo giudiziario dell'ex presidente della Corte Suprema Aharon Barak.
Elon è stato coinvolto in una serie di importanti verdetti, tra cui l'assoluzione del criminale di guerra nazista John Demjanjuk. Tra le decisioni di spicco di Elon: una sentenza che vietava la registrazione del carattere delle conversioni non ortodosse sulle carte d'identità israeliane, una che ordinava il ritorno di una ragazza che era stata trasferita per l'adozione senza il consenso dei suoi genitori, la decisione di ordinare a un comitato locale di servizio religioso di accettare Leah Shakdiel come primo membro donna. Nel 1988, ha stabilito che l'eutanasia attiva ("omicidio misericordioso") era illegale, perché negava i valori dello Stato di Israele come stato ebraico (Yael Shefer v. Lo Stato di Israele).
Nel 1988 è stato promosso alla carica di vicepresidente della Corte Suprema, sotto Meir Shamgar. Ha ricoperto questa posizione fino al suo pensionamento nel 1993 dopo 16 anni come giudice; gli successe come vicepresidente Aharon Barak.
Nel 1983 è stato candidato alle elezioni presidenziali contro Chaim Herzog, venendo sconfitto di misura (61-57 grandi elettori) .

## Vita privata
Nel 1949, Menachem Elon sposò Ruth Buchsbaum, figlia del dottor Mordechai Buchsbaum, un avvocato ebreo ortodosso ed ex vicesindaco di Gerusalemme. Tra i cinque figli di Elon ci sono il rabbino Binyamin Elon (sposato con la scrittrice Emuna Elon), ex membro della Knesset e ministro del governo (Ministro del Turismo, 2001-2004); il rabbino Mordechai Elon, ex capo della Yeshivat HaKotel; Joseph ("Sefi") Elon, giudice distrettuale di Be'er Sheva e giudice temporaneo della Corte Suprema di Israele (2007-2009); e Ari Elon, che è laico e docente di Bibbia.